# Menahem Mendel Beilis
Menahem Mendel Beilis (en rus: Менахем Мендель Бейлис, en hebreu: מנחם מנדל בייליס; Kíev, 1874 – Saratoga Springs, 7 de juliol de 1934) fou un ucraïnès de confessió jueva que va ser acusat i jutjat per un assassinat ritual a Kíev, el 1913. L'afer va tenir ressò i crítiques internacionals, i fou conegut com a "cas Beilis" o "judici Beilis", ja que evidencià les pràctiques antisemítiques de l'Imperi Rus.
La història de Beilis va servir de base a la novel·la de Bernard Malamud, The Fixer, que va rebre alhora el Premi Pulitzer i el National Book Award.

## Biografia
Menahem Mendel Beilis nasqué a la capital ucraïnesa, Kíev, que aleshores formava part de l'Imperi Rus, el 1874, al si d'una família de confessió jueva practicant. Tot i que era bastant religiós, Menahem solia treballar quan se celebrava el sàbat i algunes festes religioses jueves.
Després de passar alguns anys a l'exèrcit, el 1911 treballava com a superintendent a la fàbrica de maons Zaitsev i ja era pare de cinc fills.
La seva vida conegué un daltabaix dramàtic el 21 de juliol de 1911 quan fou detingut per la policia després que un sereno va dir que era un jueu qui havia assassinat Andrei Iuixtxinsky, un jove de tretze anys.
Arran de l'acusació, Beilis passà més de dos anys engarjolat tot esperant el judici. Mentrestant, esclatà una violenta campanya antisemítica, protagonitzada per alguns notables, com ara l'escriptor Maxim Gorky, i es propagà a tota la premsa russa contra la comunitat jueva acusada de libels de sang i d'assassinats rituals.

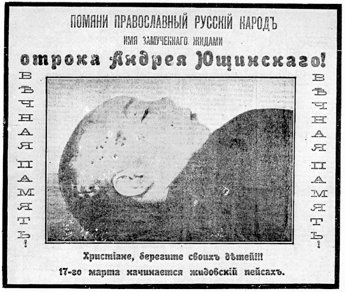
Un dels fulls antisemites que es distribuïren a Kíev abans el judici

El judici de Beilis començà a Kíev el 25 de setembre de 1913.
Menahem tenia un alibi de pes, ja que treballava durant el sàbat i Iuixtxinsky havia estat segrestat el dissabte de matí mentre l'acusat estava fent feina.
Beilis pogué comptar amb el suport de la comunitat jueva que feu que fos defensat pels advocats més famosos de Moscou, Sant Petersburg i Kíev.
Durant el judici, l'acusació anà esmicolant-se, sobretot quan el sereno confessà que havia estat manipulat per la policia secreta.
Un dels experts religiosos en rites jueus que pertanyia al bàndol dels acusadors, el capellà catòlic lituà Justinas Pranaitis, es revelà aleshores ignorant de diversos elements bàsics del judaisme, i resultà així totalment mancat de credibilitat.
Amb tot, l'element que més va afonar les acusacions va ser quan la teoria sostinguda pel professor Sikorsky s'esfumà. Aquell expert pretenia que les 13 ferides de la víctima es devien a la importància ritual d'aquest número en la religió jueva, quan es demostrà més tard que el cos de l'adolescent tenia 14 nafres.

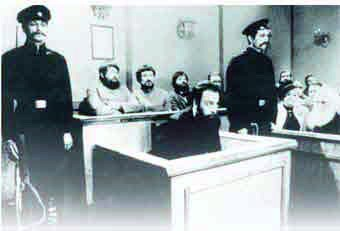
Beilis durant el judici

El ressò internacional del cas Beilis va induir crítiques molt dures i acusacions d'antisemitisme de les polítiques de l'Imperi Rus, i el cas de Menahem Mendel Beilis es comparà ben aviat amb el de l'estatunidenc jueu Leo Frank.
Després de la seva absolució, Beilis esdevingué una persona molt famosa que rebé fins i tot moltes ofertes comercials, que declinà. Poc de temps després del judici, Beilis i la seva família se n'anaren a Palestina, on visqueren durant uns quants anys.
A desgrat de les dificultats econòmiques que Beilis va trobar-hi, va tardar molts anys a deixar el país, ja que li agradava la terra on vivia. Amb tot, s'hagué de resignar quan la situació financera es feu dramàtica i el 1921 va emigrar als Estats Units.
El 1925, va autoeditar una mena d'autobiografia originalment en jiddisch, que fou traduïda l'any següent en anglès amb el títol The Story of My Sufferings.
Beilis va morir de manera sobtada en un hotel de Saratoga Springs el 7 de juliol de 1934. Va ser enterrat dos dies després al mont Carmel de Queens, a la ciutat de Nova York i, tot i que la seva fama havia minvat d'ençà el 1913, unes 4.000 persones van presenciar els funerals.